# Lettische Sozialistische Sowjetrepublik
Die Lettische Sozialistische Sowjetrepublik (Abkürzung LSSR oder LATSSR, lettisch: LPSR = Latvijas Padomju Sociālistiskā Republika, wörtlich Lettische Sowjetische Sozialistische Republik) war eine Unionsrepublik der Union der Sozialistischen Sowjetrepubliken. Sie bestand vom Einmarsch der Roten Armee 1940 bis zur Wiederherstellung der staatlichen Unabhängigkeit der Republik Lettland 1990.

## Geschichte

### Vorgeschichte
In der Zeit des Lettischen Unabhängigkeitskriegs bzw. des Russischen Bürgerkriegs bestand von Dezember 1918 bis Januar 1920 eine erste Lettische Sozialistische Sowjetrepublik.

### 1940–1941: Erste sowjetische Besetzung
Angesichts des Hitler-Stalin-Pakts und der deutsch-sowjetischen Aufteilung Polens und dessen folgender Besetzung durch die beiden Länder, sah sich Lettland unter sowjetischem Druck gezwungen, im Oktober 1939 einen Beistandspakt mit der Sowjetunion abzuschließen und die Stationierung sowjetischer Truppen im Land zuzulassen. Nach der französischen Niederlage 1940 marschierten am 17. Juni 1940 zusätzliche sowjetische Truppen ein, während im ganzen Land kommunistische Streiks und Unruhen ausbrachen. Die Regierung hatte dem Einmarsch zwar am 16. Juni zugestimmt, war danach jedoch zurückgetreten, Präsident Kārlis Ulmanis verhängte daraufhin am 18. Juni den Ausnahmezustand. Am 20. Juni 1940 ernannte Ulmanis den sozialdemokratischen Professor Augusts Kirhenšteins zum Ministerpräsidenten und Außenminister, der am 23. Juni eine Koalition mit den Kommunisten bildete und für 14./15. Juli 1940 Wahlen für das 1934 aufgelöste Parlament (Saeima) ansetzte. Als Ergebnis der von den Westmächten nicht als frei eingestuften Wahlen trat Präsident Ulmanis am 20. Juli 1940 zurück und übergab alle Amtsvollmachten an Kirhenšteins.
Die neue (von angeblich 97,8 % der Teilnehmer bei 94,8 % Wahlbeteiligung gewählte) Sowjetregierung proklamierte (gegen den Protest der Botschafter der Westmächte) am 21. Juli die Errichtung der Sowjetrepublik und bat um Beitritt zur UdSSR, der am 5. August 1940 erfolgte. Am 22. Juli 1940 wurde Ulmanis verhaftet und in die UdSSR deportiert, wo er 1942 in einem Gefängnis starb. Nach heutigem lettischem Standpunkt war dieser Anschluss als Annexion völkerrechtlich illegal. Den gleichen Standpunkt vertraten auch 13 spätere NATO-Mitgliedstaaten (außer den Niederlanden), die die Annexion der drei baltischen Staaten de jure nicht anerkannten.

### 1941–1944/1945: Deutsche Besetzung
Während des Zweiten Weltkriegs war Lettland von 1941 bis 1944/45 bis zur schrittweisen Wiedereroberung durch die Rote Armee von deutschen Truppen besetzt und verwaltungstechnisch dem Reichskommissariat Ostland zugeordnet. Der ehemalige General Oskars Dankers bildete 1942 eine kollaborierende Marionettenverwaltung, während der Kommunist Arturs Sprogis lettische Partisaneneinheiten gegen Lettische SS-Verbände führte. Noch im Februar 1945 bildete die eingeschlossene deutsche Heeresgruppe Nord eine Marionettenrepublik Kurland, die am 9. Mai 1945 kapitulierte.

### 1944/1945–1990: Zweite sowjetische Besetzung
Augusts Kirhenšteins kehrte aus dem Moskauer Exil zurück und stand der LSSR noch bis 1952/59 vor, die letzten antikommunistischen Waldbrüder wurden 1953/57 amnestiert bzw. vernichtet. Auf der Konferenz von Teheran 1943 regte Roosevelt ein Plebiszit in den baltischen Staaten an, ein Beschluss dazu wurde aber nicht gefasst. Die Zugehörigkeit Lettlands zur Sowjetunion wurde von den Alliierten bei den Vereinbarungen zur Nachkriegsordnung (Konferenzen von Teheran und Jalta 1943 und 1945) und bei der Gründung der UNO nicht mehr in Frage gestellt.
Unter sowjetischer Herrschaft verließen bis 1989 rund 16.000 Juden Lettland.

### 1990/1991: Wiederherstellung der Unabhängigkeit
Am 4. Mai 1990 verabschiedete der neugewählte Oberste Sowjet (bzw. Rat) der LSSR eine „Erklärung zur Wiederherstellung der Unabhängigkeit der Republik Lettland“, die – ebenso wie die Unabhängigkeitserklärungen Estlands und Litauens – von Michail Gorbatschow umgehend per Dekret für ungültig bzw. verfassungswidrig erklärt wurde. Nach dem Scheitern des Putschversuchs vom 19. August 1991 verabschiedete der Oberste Rat der Republik Lettland am 21. August ein konstitutionelles Gesetz zum staatlichen Status der Republik Lettland. Als erster Staat erkannte Island am 22. August die Unabhängigkeit der Republik Lettland an; am 24. August unterzeichnete Boris Jelzin als Präsident der Russischen Föderativen Sowjetrepublik ein analoges Dekret. Erst danach, am 27. August 1991, erkannte auch die Bundesrepublik Deutschland gemeinsam mit anderen Staaten der EG die Souveränität Lettlands an und nahm die 1940 unterbrochenen diplomatischen Beziehungen wieder auf.

## Politische Führung
Erste Sekretäre des ZK der Lettischen KP waren:
| Zeitraum              | Name              |
| --------------------- | ----------------- |
| 21.11.1940–25.11.1959 | Jānis Kalnbērziņš |
| 25.11.1959–15.04.1966 | Arvīds Pelše      |
| 15.04.1966–14.04.1984 | Augusts Voss      |
| 14.04.1984–04.04.1988 | Boriss Pugo       |
| 04.10.1988–07.04.1990 | Jānis Vagris      |
| 07.04.1990–24.08.1991 | Alfred Rubiks     |